# Список дипломатических миссий в Эфиопии
В данном списке представлены дипломатические миссии зарубежных стран, расположенные в Эфиопии.
| - Австрия - Азербайджан - Алжир - Ангола - Беларусь - Бельгия - Бенин - Болгария - Ботсвана - Бразилия - Буркина-Фасо - Бурунди - Великобритания - Венесуэла - Габон - Гамбия - Гана - Гвинея - Германия - Греция - Дания - Джибути - Египет | - Замбия - Зимбабве - Израиль - Индия - Индонезия - Иран - Ирландия - Испания - Италия - Йемен - Кабо-Верде - Камерун - Канада - Кения - Китай - Республика Конго - Демократическая Республика Конго - КНДР - Республика Корея - Кот-д’Ивуар - Куба - Кувейт | - Лесото - Либерия - Ливия - Маврикий - Мадагаскар - Малави - Мали - Марокко - Мексика - Мозамбик - Намибия - Нигер - Нигерия - Нидерланды - Норвегия - Государство Палестина - Польша - Португалия - Россия - Руанда - Румыния - Саудовская Аравия | - Эсватини - Сенегал - Сербия - Судан - США - Сьерра-Леоне - Того - Тунис - Турция - Уганда - Украина - Финляндия - Франция - Чад - Чехия - Швейцария - Швеция - Экваториальная Гвинея - Эритрея - ЮАР - Япония |